# Septum (piercing)

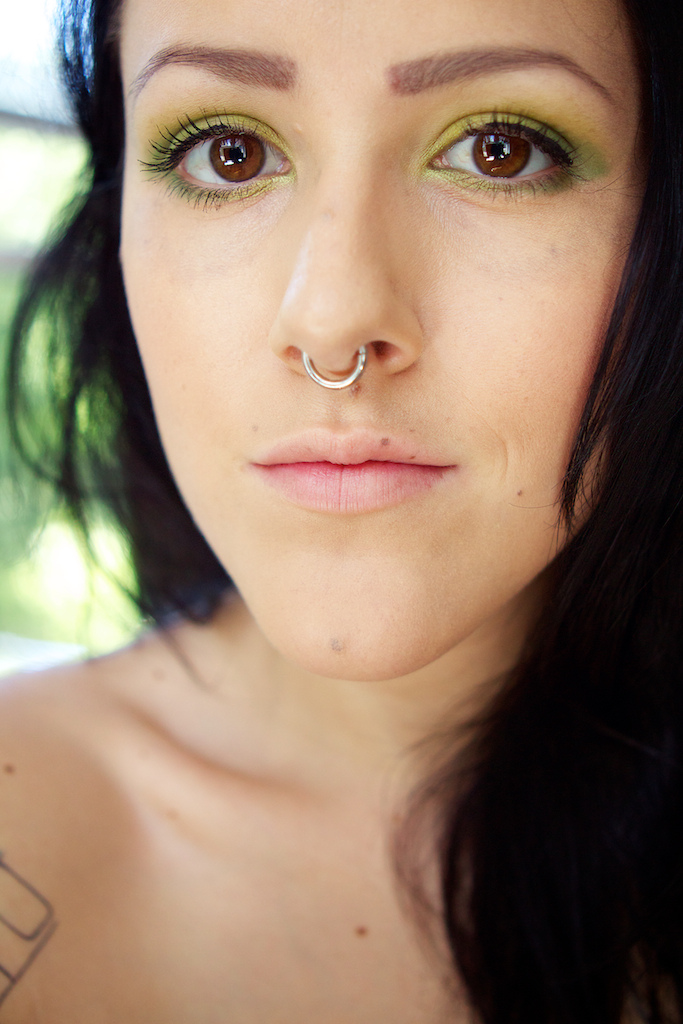
Žena se Septum piercingem

Septum je druh piercingu, při kterém je propíchnuta tkáň přepážky mezi nosními dírkami. Vpich je nejčastěji veden pod nosní chrupavkou (kostí), byť někteří pierceři propichují i vlastní chrupavku. Bolestivost aplikace se liší od téměř bezbolestného, až po velmi nepříjemný. Do vpichu se obvykle vkládá šperk ve tvaru písmene „U“ (podkova) umožňující v případě nutnosti otočení ozdoby vzhůru a její schování do nosních dírek. Nejsou ale vhodné pro užívání krátce po aplikaci piercingu, neboť mohou snadno vypadnout. Šperk lze nahradit zahnutou činkou. Používat je možné rovněž nosní kroužky nebo hroty.
Aplikace piercingu Septum byla obvyklá mezi původními domorodými Američany. Zdobí se jím i obyvatelé Nepálu, Indie a Tibetu. V České republice patří mezi jeho nositele například fotograf Tomáš Třeštík. Posléze si stejný piercing nechala aplikovat i jeho někdejší manželka Radka.